# Шедињи
Шедињи (фр. Chédigny) је насељено место у Француској у региону Центар, у департману Ендр и Лоара.
По подацима из 2011. године у општини је живело 554 становника, а густина насељености је износила 23,91 становника/km².

## Демографија
| 1962. | 1968. | 1975. | 1982. | 1990. | 2011. |
| ----- | ----- | ----- | ----- | ----- | ----- |
| 465   | 431   | 394   | 420   | 445   | 554   |